# 特拉迈
特拉迈（法語：Tramayes，法語發音：[tʁamaj]）是法国索恩-卢瓦尔省的一个市镇，属于马孔区。

## 地理
特拉迈（46°18'28"N, 4°36'8"E）面积18.6 平方千米，位于法国勃艮第-弗朗什-孔泰大區索恩-卢瓦尔省，该省份为法国中部省份，北起顺时针与科多尔省、汝拉省、安省、罗讷省、卢瓦尔省、阿列省和涅夫勒省接壤。
与特拉迈接壤的市镇（或旧市镇、城区）包括：圣普安、桑沃、格罗讷河畔热尔莫勒、塞里耶尔、格罗讷河畔纳武尔、德格罗讷。

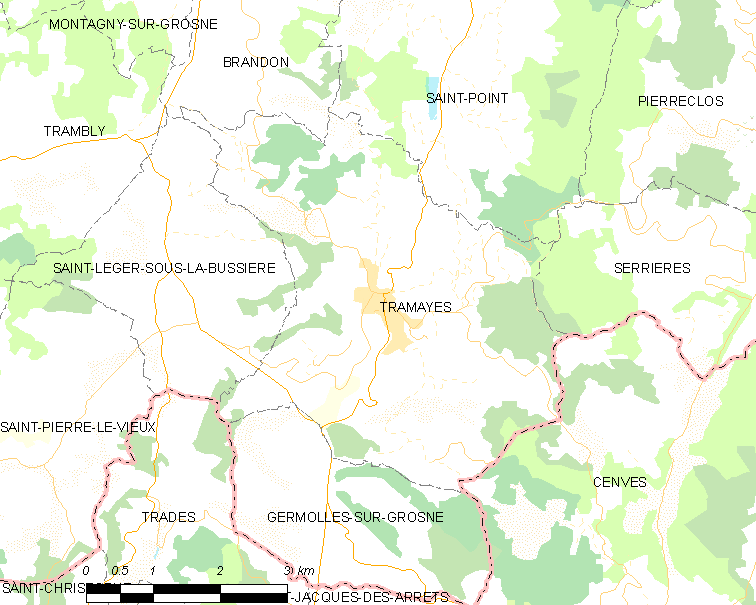
特拉迈的OSM定位图

特拉迈的时区为UTC+01:00、UTC+02:00（夏令时）。

## 行政
特拉迈的邮政编码为71520，INSEE市镇编码为71545。

## 政治
特拉迈所属的省级选区为拉沙佩勒德甘谢县。

## 人口

1962-2008年间特拉迈人口变化图示

特拉迈于2022年1月1日时的人口数量为1067人。